# Cantiere del Pardo
Cantiere del Pardo es una empresa italiana de construcción de yates con sede en Forlì. Fue fundada en 1973 por  Giuseppe Giuliani.
Tiene tres marcas de yates con diferentes modelos de cada marca: Grand Soleil Yachts; Pardo Yachts, creada en 2015 para la gama de yates a motor; y VanDutch Yachts, empresa neerlandesa adquirida en 2020. 

## Barcos
Su primer éxito fue el Grand Soleil 34, diseñado por Jean Marie Finot, que ganó el Campeonato del Mediterráneo en 1974, al que siguió el Grand Soleil 41 en 1978.
En 1983 salieron los modelos GS 35, GS 343, GS 39, GS 46, GS 48, diseñados por Alain Jezequel, y después, en 1984, el GS 343. En los años 1990 comienza a colaborar con el astillero el argentino Germán Frers con los modelos GS 42, GS 45 y GS 52; y en 1992 el neozelandés Bruce Farr, que diseña el modelo 64 Maxi One. En 1997 sale el Grand Soleil 50, diseñado por Doug Peterson, y Japec Jakopin (J&J) realiza el 46.3, al que siguen el GS 37 y el GS 43. En 2000  se fabrica el GS 40, diseñado por Massimo Paperini, que gana el mundial IMS en Clase 2. En 2004 se incorpora el estudio de diseño Botin & Carkeek de Marcelino Botín Naveda y Shaun Carkeek, y se fabrican los Grand Soleil 37B&C (ganador de campeonatos europeos y mundiales), 40B&C, 43B&C, 46B&C, 47 y 50B&C. En 2007 se presenta el Grand Soleil 54, un proyecto de Luca Brenta, y en 2013 los diseños de Claudio Maletto, Grand Soleil 39 y Grand Soleil 43. Posteriormente sale la gama Long Cruise del diseñador Marco Lostuzzi: Grand Soleil 46LC (2015), Grand Soleil 52LC (2017) y Grand Soleil 42LC (2019).